# Бербанк (Вашингтон)
Бербанк (англ. Burbank) — переписна місцевість (CDP) в США, в окрузі Валла-Валла штату Вашингтон. Населення — 3499 осіб (2020).

## Географія
Бербанк розташований за координатами 46°11′31″ пн. ш. 118°58′43″ зх. д. / 46.19194° пн. ш. 118.97861° зх. д. (46.191949, -118.978639).  За даними Бюро перепису населення США в 2010 році переписна місцевість мала площу 38,30 км², з яких 34,14 км² — суходіл та 4,15 км² — водойми.

### Клімат
| Клімат : Бербанк        | Клімат : Бербанк | Клімат : Бербанк | Клімат : Бербанк | Клімат : Бербанк | Клімат : Бербанк | Клімат : Бербанк | Клімат : Бербанк | Клімат : Бербанк | Клімат : Бербанк | Клімат : Бербанк | Клімат : Бербанк | Клімат : Бербанк | Клімат : Бербанк |
| Показник                | Січ.             | Лют.             | Бер.             | Квіт.            | Трав.            | Черв.            | Лип.             | Серп.            | Вер.             | Жовт.            | Лист.            | Груд.            | Рік              |
| Абсолютний максимум, °C | 19,4             | 23,3             | 27,2             | 34,4             | 37,8             | 43,3             | 44,4             | 47,8             | 37,8             | 31,7             | 25,6             | 19,4             | 47,8             |
| Середній максимум, °C   | 5,1              | 9,2              | 14,2             | 18,4             | 23,0             | 27,3             | 31,9             | 31,3             | 26,5             | 19,1             | 10,7             | 5,4              | 18,6             |
| Середній мінімум, °C    | −2,6             | −0,9             | 1,6              | 4,7              | 8,7              | 12,3             | 15,5             | 15,1             | 10,4             | 5,1              | 1,4              | −1,9             | 5,8              |
| Абсолютний мінімум, °C  | −25,6            | −25,6            | −12,2            | −5,6             | −1,7             | 3,3              | 7,2              | 3,3              | −2,8             | −13,9            | −18,9            | −25,6            | −25,6            |
| Норма опадів, мм        | 33               | 23               | 25               | 20               | 23               | 20               | 5                | 10               | 10               | 20               | 36               | 36               | 261              |
| ----------------------- | ---------------- | ---------------- | ---------------- | ---------------- | ---------------- | ---------------- | ---------------- | ---------------- | ---------------- | ---------------- | ---------------- | ---------------- | ---------------- |

## Демографія
Згідно з переписом 2010 року, у переписній місцевості мешкала 3291 особа в 1134 домогосподарствах у складі 913 родин. Густота населення становила 86 осіб/км².  Було 1173 помешкання (31/км²).
Расовий склад населення:
| - 89,3 % — білих - 0,8 % — корінних американців - 0,8 % — чорних або афроамериканців - 0,2 % — азіатів - 0,1 % — вихідців з тихоокеанських островів - 6,6 % — осіб інших рас |

До двох чи більше рас належало 2,3 %. Частка іспаномовних становила 14,7 % від усіх жителів.
За віковим діапазоном населення розподілялося таким чином: 25,6 % — особи молодші 18 років, 61,9 % — особи у віці 18—64 років, 12,5 % — особи у віці 65 років та старші. Медіана віку мешканця становила 41,1 року. На 100 осіб жіночої статі у переписній місцевості припадало 99,6 чоловіків;  на 100 жінок у віці від 18 років та старших — 99,1 чоловіків також старших 18 років.
Середній дохід на одне домашнє господарство  становив 82 978 доларів США (медіана — 76 531), а середній дохід на одну сім'ю — 91 452 долари (медіана — 85 938). За межею бідності перебувало 8,4 % осіб, у тому числі 14,2 % дітей у віці до 18 років та 0,0 % осіб у віці 65 років та старших.
Цивільне працевлаштоване населення становило 1250 осіб. Основні галузі зайнятості: освіта, охорона здоров'я та соціальна допомога — 22,5 %, транспорт — 15,7 %, будівництво — 14,6 %.